# 第1騎兵師団 (ドイツ国防軍)

師団徽章

第1騎兵師団（1. Kavallerie-Division）は、ドイツ国防軍陸軍の師団。
1941年11月28日付で、第24装甲師団に再編成される形で廃止された。

## 師団長
- クルト・フェルト騎兵大将（1939年10月25日 – 1941年11月28日）